# Ignazio Giunti
Ignazio Giunti, italijanski dirkač Formule 1, * 30. avgust 1941, Rim, Italija, † 10. januar 1971, Buenos Aires, Argentina.
Debitiral je na dirki za Veliko nagrado Belgije v sezoni 1970, kjer je s četrtim mestom dosegel svojo edino uvrstitev med dobitnike točk. Nastopil je še na Veliki nagradi Francije, kjer je zasedel štirinajsto mesto, Veliki nagradi Avstrije, kjer je s sedmim mestom le za mesto zgrešil uvrstitev med dobitnike točk, in domači dirki za Veliko nagrado Italije, kjer je odstopilv štirinajstem krogu. Januarja naslednjega leta 1971 pa se je smrtno ponesrečil na dirki v Buenos Airesu, ko je s svojim Ferrarijem 312 PB trčil v Matro 650 Jeana-Pierra Beltoisa, ki mu je zmanjkalo goriva in je svoj dirkalnik porival ob robu steze. 

## Popolni rezultati Formule 1
(legenda) (odebeljene dirke pomenijo najboljši štartni položaj, poševne pa najhitrejši krog, †-uvrščen kljub odstopu)
| Leto | Moštvo           | Šasija       | Motor           | 1   | 2   | 3   | 4     | 5   | 6      | 7  | 8   | 9     | 10      | 11  | 12  | 13  | Prv | Toč |
| ---- | ---------------- | ------------ | --------------- | --- | --- | --- | ----- | --- | ------ | -- | --- | ----- | ------- | --- | --- | --- | --- | --- |
| 1970 | Scuderia Ferrari | Ferrari 312B | Ferrari Flat 12 | JAR | ŠPA | MON | BEL 4 | NIZ | FRA 14 | VB | NEM | AVT 7 | ITA Ret | KAN | ZDA | MEH | 18. | 3   |